# Список часових поясів за країною
Цей список відбиває часові пояси за країнами. Країни ранжовано за загальною фактичною кількістю часових поясів на їх території. У таблиці не враховане використання літнього часу на деяких територіях.
До часових поясів країн включено часові пояси залежних територій (окрім спірних територій Антарктики).
Франція має найбільше часових поясів — 12.
| Країна                           | Кількість часових поясів | Перелік часових поясів | Детальніше                               |
| -------------------------------- | ------------------------ | --- | ---------------------------------------- |
| Франція                          | 12                       | UTC-10 — Французька Полінезія UTC-9:30 — Маркізькі острови UTC-9 — Острови Гамб'є UTC-8 — Кліппертон UTC-4 (AST) — Гваделупа, Мартиніка, Сен-Бартелемі, Сен-Мартен UTC-3 (PMST) — Французька Гвіана, Сен-П'єр і Мікелон UTC+1 (CET) — Метрополія Франції UTC+3 — Майотта UTC+4 — Реюньйон UTC+5 — Кергелен UTC+11 — Нова Каледонія UTC+12 — Волліс і Футуна                                                                                               | Час у Франції                            |
| Росія                            | 11                       | UTC+2 — Калінінградський час UTC+3 — Московський час UTC+4 — Самарський час UTC+5 — Єкатеринбурзький час UTC+6 — Омський час UTC+7 — Красноярський час UTC+8 — Іркутський час UTC+9 — Якутський час UTC+10 — Владивостоцький час UTC+11 — Магаданський час UTC+12 — Камчатський час | Час у Росії                              |
| США                              | 11                       | UTC-12 — ненаселені атоли Хауленд і Бейкер UTC-11 — Американське Самоа, ненаселені атоли Мідвей, Пальміра, Джарвіс та ін. UTC-10 — Гавайсько-Алеутський час UTC-9 — штат Аляска UTC-8 — Тихоокеанський час UTC-7 — Гірський час UTC-6 — Центральний час UTC-5 — Східний час UTC-4 — Атлантичний час: Пуерто-Рико, Американські Віргінські острови UTC+10 — Ґуам, Північні Маріанські острови UTC+12 — Вейк                                                | Час у Сполучених Штатах Америки          |
| Австралія                        | 9                        | UTC+5 — Острів Херд і острови Макдональд UTC+6:30 — Кокосові острови UTC+7 — Острів Різдва UTC+8 — штат Західна Австралія, Острови Ашмор і Картьє UTC+8:45 — частина штату Західної Австралії UTC+9:30 — штат Південна Австралія, Північна територія, частина штату Нового Південного Уельсу UTC+10 — штати: Квінсленд, Новий Південний Уельс, Вікторія; Австралійська столична територія UTC+10:30 — острів Лорд-Хау UTC+11 — острів Маккуорі, Норфолк — | Час в Австралії                          |
| Велика Британія                  | 9                        | UTC-8 — Піткерн UTC-5 — Кайманові острови, Теркс і Кайкос UTC-4 — Бермудські острови, Анґілья, Британські Віргінські острови, Монтсеррат UTC-3 — Фолклендські острови UTC-2 — Південна Джорджія та Південні Сандвічеві острови UTC+0 — метрополія, Острів Святої Єлени UTC+1 — Гібралтар UTC+2 — Акротирі і Декелія UTC+6 — Британська територія в Індійському океані                                                                                     | Час у Великій Британії                   |
| Канада                           | 6                        | UTC-8 — Тихоокеанський час UTC-7 — Гірський час UTC-6 — Центральний час UTC-5 — Східний час UTC-4 — Атлантичний час UTC-3:30 — Ньюфаундлендський час | Час у Канаді                             |
| Данія                            | 5                        | UTC-4 — Західна Ґренландія UTC-2 — більша частина Ґренландії UTC−1 — південно-східна Ґренландія UTC+0 — Фарерські острови, північно-східна Ґренландія UTC+1 — метрополія | Час у Данії                              |
| Нова Зеландія                    | 5                        | UTC-11 — Ніуе UTC-10 — Острови Кука UTC+12 — Новозеландський час (основна частина території) UTC+12:45 — Час островів Чатем UTC+13 — Токелау | Час у Новій Зеландії                     |
| Бразилія                         | 4                        | UTC-5 — штат Акрі, част. Амазонас UTC-4 — Амазонський час UTC-3 — Бразильський час UTC−2 — острови в Атлантиці | Час у Бразилії                           |
| Мексика                          | 4                        | UTC-8 — Північно-західний час UTC-7 — Тихоокеанський час UTC-6 — Центральний час UTC-5 — Східний час | Час у Мексиці                            |
| Індонезія                        | 3                        | UTC+7 — Західний індонезійський час UTC+8 — Центральний індонезійський час UTC+9 — Східний Індонезійський час | Час в Індонезії                          |
| Кірибаті                         | 3                        | UTC+12 — о-ви Гілберта UTC+13 — о-ви Фенікс UTC+14 — о-ви Лайн | Час у Кірибаті                           |
| Чилі                             | 3                        | UTC-6 — Острів Пасхи UTC-4 — континентальна територія UTC-3 — регіон Маґальянес | Час у Чилі                               |
| Грузія                           | 2                        | UTC+3 — Абхазія і Південна Осетія (самопроголошені республіки) UTC+4 — на всій території (офіційно) | Час у Грузії                             |
| ДР Конго                         | 2                        | UTC+1 — західний час UTC+2 — східний час | Час Демократичній Республіці Конго       |
| Еквадор                          | 2                        | UTC-6 — Ґалапаґоський час (острови Ґалапаґос) UTC-5 — Еквадорський час (континентальна частина) | Час в Еквадорі                           |
| Іспанія                          | 2                        | UTC+0 — Канарський час UTC+1 — континентальна Іспанія | Час в Іспанії                            |
| Монголія                         | 2                        | UTC+7 — Час Говд UTC+8 — Час Уланбаатар | Час у Монголії                           |
| Нідерланди                       | 2                        | UTC-4 — муніципалітети в Карибському морі UTC+1 — західноєвропейські провінції | Час у Нідерландах                        |
| Норвегія                         | 2                        | UTC+0 — острів Буве UTC+1 — Норвегія, Свальбард, Ян-Маєн | Час у Норвегії                           |
| Папуа Нова Гвінея                | 2                        | UTC+10 — основна частина UTC+11 — автономний регіон Бугенвіль | Час у Папуа-Новій Гвінеї                 |
| ПАР                              | 2                        | UTC+2 — континентальна частина UTC+3 — острови Принца Едуарда | Час у Південно-Африканській Республіці   |
| Португалія                       | 2                        | UTC-1 — Азорський час UTC+0 — континентальна Португалія | Час у Португалії                         |
| Україна                          | 1                        | UTC+2 — Київський час (офіційний на всій території) | Час в Україні                            |
| Федеративні Штати Мікронезії     | 2                        | UTC+10 — Час Понпей UTC+11 — Час Яп | Час у Федеративних Штатах Мікронезії     |
| Австрія                          | 1                        | UTC+1 — на всій території | Час в Австрії                            |
| Азербайджан                      | 1                        | UTC+4 — на всій території | Час в Азербайджані                       |
| Албанія                          | 1                        | UTC+1 — на всій території | Час в Албанії                            |
| Алжир                            | 1                        | UTC+1 — на всій території | Час в Алжирі                             |
| Ангола                           | 1                        | UTC+1 — на всій території | Час в Анголі                             |
| Андорра                          | 1                        | UTC+1 — на всій території | Час в Андоррі                            |
| Антигуа і Барбуда                | 1                        | UTC-4 — на всій території | Час в Антиґуа та Барбуді                 |
| Аргентина                        | 1                        | UTC-3 — на всій території | Час в Аргентині                          |
| Афганістан                       | 1                        | UTC+4:30 — на всій території | Час в Афганістані                        |
| Багамські Острови                | 1                        | UTC-5 — на всій території | Час на Багамських островах               |
| Бангладеш                        | 1                        | UTC+6 — на всій території | Час у Банґладеш                          |
| Барбадос                         | 1                        | UTC-4 — на всій території | Час у Барбадосі                          |
| Бахрейн                          | 1                        | UTC+3 — на всій території | Час у Бахрейні                           |
| Бельгія                          | 1                        | UTC+1 — на всій території | Час у Бельгії                            |
| Беліз                            | 1                        | UTC-6 — на всій території | Час у Белізі                             |
| Бенін                            | 1                        | UTC+1 — на всій території | Час у Беніні                             |
| Білорусь                         | 1                        | UTC+3 — на всій території | Час у Білорусі                           |
| Болгарія                         | 1                        | UTC+2 — на всій території | Час у Болгарії                           |
| Болівія                          | 1                        | UTC-4 — на всій території | Час у Болівії                            |
| Боснія і Герцеговина             | 1                        | UTC+1 — на всій території | Час у Боснії та Герцеґовині              |
| Ботсвана                         | 1                        | UTC+2 — на всій території | Час у Ботсвані                           |
| Бруней                           | 1                        | UTC+8 — на всій території | Час у Брунеї                             |
| Буркіна-Фасо                     | 1                        | UTC+0 — на всій території | Час у Буркіна-Фасо                       |
| Бурунді                          | 1                        | UTC+2 — на всій території | Час у Бурунді                            |
| Бутан                            | 1                        | UTC+6 — на всій території | Час у Бутані                             |
| Вануату                          | 1                        | UTC+11 — на всій території | Час у Вануату                            |
| Венесуела                        | 1                        | UTC-4 — на всій території | Час у Венесуелі                          |
| В'єтнам                          | 1                        | UTC+7 — на всій території | Час у В'єтнамі                           |
| Вірменія                         | 1                        | UTC+4 — на всій території | Час у Вірменії                           |
| Габон                            | 1                        | UTC+1 — на всій території | Час у Габоні                             |
| Гаяна                            | 1                        | UTC-4 — на всій території | Час у Гаяні                              |
| Гамбія                           | 1                        | UTC+0 — на всій території | Час у Гамбії                             |
| Гана                             | 1                        | UTC+0 — на всій території | Час у Гані                               |
| Гаїті                            | 1                        | UTC-5 — на всій території | Час у Гаїті                              |
| Гватемала                        | 1                        | UTC-6 — на всій території | Час у Гватемалі                          |
| Гвінея                           | 1                        | UTC+0 — на всій території | Час у Гвінеї                             |
| Гвінея-Бісау                     | 1                        | UTC+0 — на всій території | Час у Гвінеї-Бісау                       |
| Гондурас                         | 1                        | UTC-6 — на всій території | Час у Гондурасі                          |
| Гренада                          | 1                        | UTC-4 — на всій території | Час у Гренаді                            |
| Греція                           | 1                        | UTC+2 — на всій території | Час у Греції                             |
| Джибуті                          | 1                        | UTC+3 — на всій території | Час у Джибуті                            |
| Домініка                         | 1                        | UTC-4 — на всій території | Час у Домініці                           |
| Домініканська Республіка         | 1                        | UTC-4 — на всій території | Час у Домініканській Республіці          |
| Екваторіальна Гвінея             | 1                        | UTC+1 — на всій території | Час в Екваторіальній Гвінеї              |
| Еритрея                          | 1                        | UTC+3 — на всій території | Час в Еритреї                            |
| Естонія                          | 1                        | UTC+2 — на всій території | Час в Естонії                            |
| Ефіопія                          | 1                        | UTC+3 — на всій території | Час в Ефіопії                            |
| Єгипет                           | 1                        | UTC+2 — на всій території | Час у Єгипті                             |
| Ємен                             | 1                        | UTC+3 — на всій території | Час у Ємені                              |
| Замбія                           | 1                        | UTC+2 — на всій території | Час у Замбії                             |
| Зімбабве                         | 1                        | UTC+2 — на всій території | Час у Зімбабве                           |
| Ізраїль                          | 1                        | UTC+2 — на всій території | Час в Ізраїлі                            |
| Індія                            | 1                        | UTC+5:30 — на всій території | Час в Індії                              |
| Ірак                             | 1                        | UTC+3 — на всій території | Час в Іраку                              |
| Іран                             | 1                        | UTC+3:30 — на всій території | Час в Ірані                              |
| Ірландія                         | 1                        | UTC+0 — на всій території | Час в Ірландії                           |
| Ісландія                         | 1                        | UTC+0 — на всій території | Час в Ісландії                           |
| Італія                           | 1                        | UTC+1 — на всій території | Час в Італії                             |
| Йорданія                         | 1                        | UTC+2 — на всій території | Час у Йорданії                           |
| Кабо-Верде                       | 1                        | UTC-1 — на всій території | Час Кабо-Верде                           |
| Казахстан                        | 1                        | UTC+5 — на всій території | Час у Казахстані                         |
| Камбоджа                         | 1                        | UTC+7 — на всій території | Час у Камбоджі                           |
| Камерун                          | 1                        | UTC+1 — на всій території | Час у Камеруні                           |
| Катар                            | 1                        | UTC+3 — на всій території | Час у Катарі                             |
| Кенія                            | 1                        | UTC+3 — на всій території | Час у Кенії                              |
| Киргизстан                       | 1                        | UTC+6 — на всій території | Час у Киргизстані                        |
| КНР                              | 1                        | UTC+8 — на всій території | Час у Китайській Народній Республіці     |
| Кіпр                             | 1                        | UTC+2 — на всій території | Час на Кіпрі                             |
| Колумбія                         | 1                        | UTC-5 — на всій території | Час у Колумбії                           |
| Коморські Острови                | 1                        | UTC+4 — на всій території | Час Коморських островів                  |
| Республіка Конго                 | 1                        | UTC+1 — на всій території | Час у Конго                              |
| Коста-Рика                       | 1                        | UTC-6 — на всій території | Час у Коста-Риці                         |
| Кот-д'Івуар                      | 1                        | UTC+0 — на всій території | Час у Кот-д'Івуарі                       |
| Куба                             | 1                        | UTC-5 — на всій території | Час на Кубі                              |
| Кувейт                           | 1                        | UTC+3 — на всій території | Час у Кувейті                            |
| Лаос                             | 1                        | UTC+7 — на всій території | Час у Лаосі                              |
| Латвія                           | 1                        | UTC+2 — на всій території | Час у Латвії                             |
| Лесото                           | 1                        | UTC+2 — на всій території | Час у Лесото                             |
| Литва                            | 1                        | UTC+2 — на всій території | Час у Литві                              |
| Ліберія                          | 1                        | UTC+0 — на всій території | Час у Ліберії                            |
| Ліван                            | 1                        | UTC+2 — на всій території | Час у Лівані                             |
| Лівія                            | 1                        | UTC+1 — на всій території | Час у Лівії                              |
| Ліхтенштейн                      | 1                        | UTC+1 — на всій території | Час у Ліхтенштейні                       |
| Люксембург                       | 1                        | UTC+1 — на всій території | Час у Люксембурзі                        |
| Маврикій                         | 1                        | UTC+4 — на всій території | Час Маврикію                             |
| Мавританія                       | 1                        | UTC+0 — на всій території | Час у Мавританії                         |
| Мадагаскар                       | 1                        | UTC+3 — на всій території | Час у Мадагаскарі                        |
| Північна Македонія               | 1                        | UTC+1 — на всій території | Час у Македонії                          |
| Малаві                           | 1                        | UTC+2 — на всій території | Час у Малаві                             |
| Малайзія                         | 1                        | UTC+8 — на всій території | Час у Малайзії                           |
| Малі                             | 1                        | UTC+0 — на всій території | Час у Малі                               |
| Мальдіви                         | 1                        | UTC+5 — на всій території | Час на Мальдівах                         |
| Мальта                           | 1                        | UTC+1 — на всій території | Час на Мальті                            |
| Марокко                          | 1                        | UTC+1 — на всій території | Час у Марокко                            |
| Маршаллові Острови               | 1                        | UTC+12 — на всій території | Час на Маршаллових Островах              |
| Мозамбік                         | 1                        | UTC+2 — на всій території) | Час у Мозамбіку                          |
| Молдова                          | 1                        | UTC+2 — на всій території | Час у Молдові                            |
| Монако                           | 1                        | UTC+1 — на всій території | Час у Монако                             |
| М'янма                           | 1                        | UTC+6:30 — на всій території | Час у М'янмі                             |
| Намібія                          | 1                        | UTC+1 — на всій території | Час у Намібії                            |
| Науру                            | 1                        | UTC+12 — на всій території | Час у Науру                              |
| Непал                            | 1                        | UTC+5:45 — на всій території | Час у Непалі                             |
| Нігер                            | 1                        | UTC+1 — на всій території | Час у Нігері                             |
| Нігерія                          | 1                        | UTC+1 — на всій території | Час у Нігерії                            |
| Нікарагуа                        | 1                        | UTC-6 — на всій території | Час у Нікараґуа                          |
| Німеччина                        | 1                        | UTC+1 — на всій території | Час у Німеччині                          |
| ОАЕ                              | 1                        | UTC+4 — на всій території | Час в Об'єднаних Арабських Еміратах      |
| Оман                             | 1                        | UTC+4 — на всій території | Час в Омані                              |
| Пакистан                         | 1                        | UTC+5 — на всій території) | Час у Пакистані                          |
| Палау                            | 1                        | UTC+9 — на всій території | Час у Палау                              |
| Панама                           | 1                        | UTC-5 — на всій території | Час у Панамі                             |
| Парагвай                         | 1                        | UTC-4 — на всій території | Час у Парагваї                           |
| Перу                             | 1                        | UTC-5 — на всій території | Час у Перу                               |
| Південна Корея                   | 1                        | UTC+9 — на всій території | Час у Південній Кореї                    |
| Північна Корея                   | 1                        | UTC+8:30 — на всій території | Час у Північній Кореї                    |
| Південний Судан                  | 1                        | UTC+2 — на всій території | Час у Південному Судані                  |
| Польща                           | 1                        | UTC+1 — на всій території | Час у Польщі                             |
| Руанда                           | 1                        | UTC+2 — на всій території | Час у Руанді                             |
| Румунія                          | 1                        | UTC+2 — на всій території | Час у Румунії                            |
| Сальвадор                        | 1                        | UTC-6 — на всій території | Час у Сальвадорі                         |
| Самоа                            | 1                        | UTC+13 — на всій території | Час у Самоа                              |
| Сан-Марино                       | 1                        | UTC+1 — на всій території | Час у Сан-Марино                         |
| Сан-Томе і Принсіпі              | 1                        | UTC+0 — на всій території | Час у Сан-Томе і Принсіпі                |
| Саудівська Аравія                | 1                        | UTC+3 — на всій території | Час у Саудівській Аравії                 |
| Есватіні                         | 1                        | UTC+2 — на всій території | Час у Свазиленді                         |
| Сейшельські Острови              | 1                        | UTC+4 — на всій території | Час на Сейшельських островах             |
| Сенегал                          | 1                        | UTC+0 — на всій території | Час у Сенегалі                           |
| Сент-Вінсент і Гренадини         | 1                        | UTC-4 — на всій території | Час у Сент-Вінсенті і Гренадинах         |
| Сент-Кіттс і Невіс               | 1                        | UTC-4 — на всій території | Час у Сент-Кітсі і Невіс                 |
| Сент-Люсія                       | 1                        | UTC-4 — на всій території | Час у Сент-Люсії                         |
| Сербія                           | 1                        | UTC+1 — на всій території | Час у Сербії                             |
| Сінгапур                         | 1                        | UTC+8 — на всій території | Час у Сингапурі                          |
| Сирія                            | 1                        | UTC+2 — на всій території | Час у Сирії                              |
| Словаччина                       | 1                        | UTC+1 — на всій території | Час у Словаччині                         |
| Словенія                         | 1                        | UTC+1 — на всій території | Час у Словенії                           |
| Соломонові Острови               | 1                        | UTC+11 — на всій території | Час на Соломонових Островах              |
| Сомалі                           | 1                        | UTC+3 — на всій території | Час у Сомалі                             |
| Судан                            | 1                        | UTC+2 — на всій території | Час у Судані                             |
| Суринам                          | 1                        | UTC-3 — на всій території | Час у Суринамі                           |
| Східний Тимор                    | 1                        | UTC+9 — на всій території | Час у Східному Тиморі                    |
| Сьєрра-Леоне                     | 1                        | UTC+0 — на всій території | Час у Сьєрра-Леоне                       |
| Таджикистан                      | 1                        | UTC+5 — на всій території | Час у Таджикистані                       |
| Таїланд                          | 1                        | UTC+7 — на всій території | Час у Таїланді                           |
| Танзанія                         | 1                        | UTC+3 — на всій території | Час у Танзанії                           |
| Того                             | 1                        | UTC+0 — на всій території | Час у Того                               |
| Тонга                            | 1                        | UTC+13 — на всій території | Час у Тонґа                              |
| Тринідад і Тобаго                | 1                        | UTC-5 — на всій території | Час у Тринідаді і Тобаго                 |
| Тувалу                           | 1                        | UTC+12 — на всій території | Час у Тувалу                             |
| Туніс                            | 1                        | UTC+1 — на всій території | Час у Тунісі                             |
| Туреччина                        | 1                        | UTC+3 — на всій території | Час у Туреччині                          |
| Туркменістан                     | 1                        | UTC+5 — на всій території | Час у Турменистані                       |
| Уганда                           | 1                        | UTC+3 — на всій території | Час в Уганді                             |
| Угорщина                         | 1                        | UTC+1 — на всій території | Час в Угорщині                           |
| Узбекистан                       | 1                        | UTC+5 — на всій території | Час в Узбекистані                        |
| Уругвай                          | 1                        | UTC-3 — на всій території | Час в Уругваї                            |
| Фіджі                            | 1                        | UTC+12 — на всій території | Час на Фіджі                             |
| Філіппіни                        | 1                        | UTC+8 — на всій території | Час на Філіппінах                        |
| Фінляндія                        | 1                        | UTC+2 — на всій території | Час у Фінляндії                          |
| Хорватія                         | 1                        | UTC+1 — на всій території | Час у Хорватії                           |
| Центральноафриканська Республіка | 1                        | UTC+1 — на всій території | Час у Центрально-Африканській Республіці |
| Чад                              | 1                        | UTC+1 — на всій території | Час у Чаді                               |
| Чехія                            | 1                        | UTC+1 — на всій території | Час у Чехії                              |
| Чорногорія                       | 1                        | UTC+1 — на всій території | Час у Чорногорії                         |
| Швейцарія                        | 1                        | UTC+1 — на всій території | Час у Швейцарії                          |
| Швеція                           | 1                        | UTC+1 — на всій території | Час у Швеції                             |
| Шрі-Ланка                        | 1                        | UTC+5:30 — на всій території | Час на Шрі-Ланці                         |
| Ямайка                           | 1                        | UTC-5 — на всій території | Час на Ямайці                            |
| Японія                           | 1                        | UTC+9 — на всій території | Час у Японії                             |